# Палаццо Бальби-Валье
Палаццо Бальби-Валье (итал. Palazzo Balbi Valier) — дворец в Венеции на Гранд-канале, расположенный в районе Дорсодуро между Палаццо Контарини даль Дзаффо и Палаццо Лоредан-Чини, неподалеку от Кампо-Сан-Вио. 

## История
Дворец изначально был построен в готическом стиле, но в XVII веке его заменили более современным зданием. В 1828 году к нему был пристроен прилегающий парк, расположенный на месте обветшалого Палаццо Парадизо. Сегодня здание разделено на несколько объектов, а также в нём находится художественная галерея. 